# Carditamera floridana
Carditamera floridana är en musselart som beskrevs av Conrad 1838. Carditamera floridana ingår i släktet Carditamera och familjen Carditidae. Inga underarter finns listade i Catalogue of Life.